# Samuel Warren Carey
Samuel Warren Carey (Campbelltown, 1º novembre 1911 – Hobart, 20 marzo 2002) è stato un geologo australiano sostenitore della teoria della deriva dei continenti e dell'ipotesi dell'espansione della Terra.

## Biografia
Carey era nato a Campbelltown, piccola cittadina a 51 km dal centro di Sydney, nel Nuovo Galles del Sud in Australia, il 1º novembre del 1911 e trascorse i suoi primi anni di vita in una fattoria a tre miglia da Campbelltown. Quella di Samuel Warren Carey era una grande famiglia che comprendeva due sorelle e quattro fratelli uno dei quali morì nella Seconda guerra mondiale. Il piccolo Samuel per recarsi a scuola doveva percorrere a piedi circa sette miglia, questa attività lo temprò e lo preparò a lavorare nelle più difficili condizioni ambientali. In un secondo momento, per diminuire i disagi dovuti agli spostamenti si trasferì in città a Sydney dove frequentò la Canterbury Boys High School manifestando molto interesse per la chimica, la fisica e la matematica. Nel 1929 si iscrisse all'Università di Sydney e fu incoraggiato a studiare geologia da un suo ex professore Sir Edgeworth David un esploratore antartico.
Manifestò subito un grande interesse per il lavoro sul campo in geologia combinato al lavoro sperimentale in laboratorio. Contemporaneamente era appassionato da tanti sport come la vela, il calcio, il rugby, il tiro, il canottaggio ed era cultore di varie attività fisiche come l'arrampicata, la speleologia, il trekking, il paracadutismo.
Si laureò in Scienze Geologiche all'Università di Sydney conseguendo un Bachelor in scienze in Prima Classe d'Onore nel 1933, un Master in scienze nel 1934, e il dottorato in scienze nel 1939.
Durante il periodo universitario fondò nel 1931 la Student's Geological Society associazione di cui fu il primo presidente.

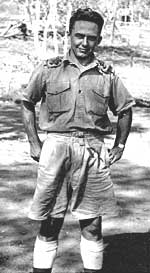
Carey in Nuova Guinea, 1942

Fu nel 1934 che Carey ebbe l'opportunità di leggere la traduzione del 1924 del libro L'origine dei continenti e degli oceani di Alfred Wegener, testo in cui veniva prospettata la teoria della deriva dei continenti.
Negli anni '30 lavorò come geologo a prospezioni petrolifere in Nuova Guinea in condizioni spesso pericolose ma molto stimolanti per i suoi obiettivi di ricerca.
Carey prestò servizio militare durante la Seconda guerra mondiale come tenente delle forze speciali nella Special Unit Z.
Dopo la guerra, Carey fu uno studioso e un ricercatore molto apprezzato nella geologia per i suoi numerosi contributi alle teorie emergenti e per le sue proposte spesso in anticipo rispetto a quelle comunemente accettate. Fu uno dei fondatori dell'Università della Tasmania e curò specialmente il Dipartimento di Geologia. Sotto la sua direzione il Dipartimento raggiunse ottimi livelli sia nella ricerca, sia nella didattica. Carey in modo particolare curò la tessitura di proficui collegamenti collaborativi con le varie istituzioni nazionali del settore idroelettrico, idrogeologico e minerario.
Mappe e dati prodotti grazie al suo lavoro sul campo in Nuova Guinea costituirono il germe delle successive ricerche e studi di Carey il quale divenne un convinto sostenitore dalla teoria della deriva dei continenti proposta da Alfred Wegener.
Carey in un certo senso andò oltre la teoria della deriva dei continenti proponendo, nel 1956, il concetto di subduzione. La subduzione è un meccanismo con il quale egli spiegava come parte della crosta continentale, a seguito degli spostamenti e dei contrasti fra placche continentali veniva riassorbita nel mantello. Queste teorie di Carey furono proposte in un suo lavoro pubblicato negli atti del congresso Continental Drift da lui promosso e organizzato nel 1956 ed ebbero una grande risonanza internazionale. Solo in fase di realizzazione della pubblicazione degli atti del congresso, Carey ricevette dalla Germania il saggio di Ott Christoph Hilgenberg intitolato “la Terra che si espande”, saggio che era stato pubblicato nel 1933. Carey riuscì a inserire, nella pubblicazione degli atti del congresso, una fotografia dei modelli dei quattro globi terrestri che rappresentavano la teoria dell'espansione della Terra proposta da Hilgenberg.

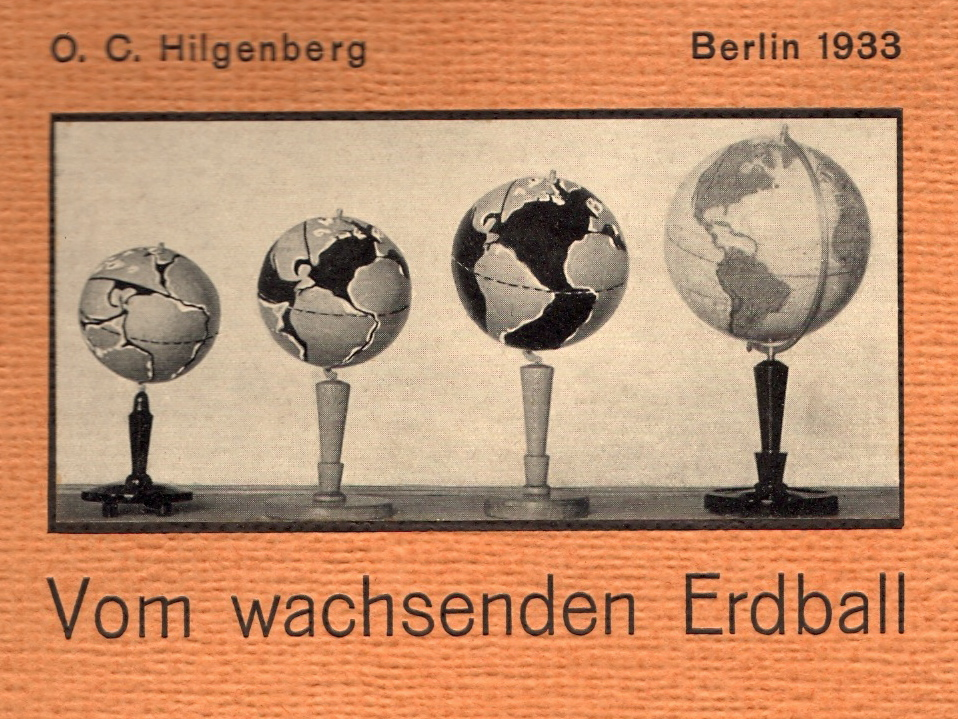
La pubblicazione di Hilgenberg del 1933 intitolata La Terra che si espande.

In seguito al successo di questo congresso Carey iniziò un ciclo di conferenze e interventi a Yale e nel mondo di lingua inglese.
Carey divenne un convinto assertore della teoria della espansione della Terra e nel 1976 pubblicò il libro The expanding earth (La Terra in espansione) in cui formulava in maniera organica la sua teoria. Questi studi però non ebbero lo stesso successo e lo stesso riscontro, in campo internazionale, che avevano avuto precedentemente le sue teorie sulla subduzione. Molti dei suoi discepoli non lo seguirono in queste sue scelte, nel frattempo la teoria della tettonica a zolle diventava universalmente accettata.
Nel 1976, dopo trent'anni dal suo incarico, Carey si è ritirato dalla carica di professore di geologia nell'Università della Tasmania.
Nel 1977,  Carey è stata insignito del titolo di Ufficiale dell'Ordine dell'Australia per i suoi servizi nel campo della geologia.
Negli ultimi anni, queste teorie sull'espansione della Terra, portate avanti da Carey e da uno sparuto numero di altri ricercatori, stanno vivendo una nuova fioritura grazie ai lavori dei ricercatori James Maxlow e Giancarlo Scalera.

## Pubblicazioni
LibriThe Expanding Earth (La Terra in espansione), 448 pp., Elsevier, Amsterdam 1976
Theories of the Earth and Universe (Teorie della Terra e dell'Universo), 206 pp., Stanford University Press. 1988
Earth Universe Cosmos (Terra Universo Cosmo) - University of Tasmania. 1996
Saggi1958: The tectonic approach to continental drift (L'approccio alla tettonica e alla deriva dei continenti). In: SW Carey (ed.): Continental Drift - A Symposium. University of Tasmania, Hobart, 177-363 (espansione della Terra da p. 311 a p. 349)
1961: Palaeomagnetic evidence relevant to a change in the Earth's radius (Prove Paleomagnetiche rilevanti di una modifica del raggio della Terra). Nature 190, pp 36.
1963:  The asymmetry of the Earth (L'asimmetria della Terra). Australian Journal of Science 25, pp 369-383 e 479-488.
1970: Australia, New Guinea, and Melanasia in the current devolution in concepts of the evolution of the Earth (Australia, Nuova Guinea, e Melanasia nella rivoluzione in corso nei concetti di evoluzione della Terra). Ricerca 1 (5), pp 178-189.
1975: The Expanding Earth (La Terra in espansione) - an Assay Reviews, 11, 105-143.
1986: La Terra in espansione. Laterza, Bari.